# 1936 год в истории железнодорожного транспорта
1936 год в истории железнодорожного транспорта

## События
- 4 января приказом НКПС Екатерининская железная дорога переименована в Сталинскую железную дорогу.
- 17 февраля — дизель-поезд «Bauart Leipzig» установил мировой рекорд скорости для поездов тех времён — 205 км/ч.
- 28 февраля на основании Постановления СНК СССР № 378 от 27 февраля 1936 г. образованы Красноярская и Дальневосточная железные дороги.
- 14 мая — Юго-Западная железная дорога была разделена на Юго-Западную (Киев) и Одесскую (Одесса), Западная — на Белорусскую (Гомель) и Московско-Киевскую (Калуга), Московско-Белорусско-Балтийская — на Западную (Смоленск) и Калининскую (Ржев), Северная — на Северную (Вологда) и Ярославскую (Ярославль), Московско-Казанская — на Московско-Рязанскую (Москва) и Казанскую (Казань), Московско-Курская — на Московско-Курскую (Москва) и Горьковскую (Горький), Среднеазиатская — на Ташкентскую (Ташкент) и Ашхабадскую (Ашхабад), Юго-Восточная — на Юго-Восточную (Воронеж) и Сталинградскую (Сталинград).[1]
- 14 мая — разукрупнение отделений железных дорог в СССР: на 39 железных дорогах из 172 отделений создано 255.
  - на Белорусской железной 6 отделений (Осиповичское, Жлобинское, Гомельское, Сновское, Могилёвское, Унечское), из них новых 2: Осиповичское и Сновское;
  - на Московско-Киевской дороге 8 отделений (Московское, Калужское, Спас-Деменское, Фаянсовское, Брянское, Льговское, Ворожбинское, Конотопское), из них новых 4: Спас-Деменское, Льговское, Калужское, Ворожбинское.
  - на Западной дороге 8 отделений (Московское, Вяземское, Смоленское, Оршанское, Минское, Витебское, Полоцкое, Рославльское), из них новых 2: Смоленское и Минское;
  - на Калининской дороге 6 отделений (Московское, Ржевское, Великолукское, Новосокольническое, Медведевское, Осташковское), из них 3 новых: Новосокольническое, Осташковское и Московское;
  - на Северной дороге 5 отделений (Няндомское, Вологодское, Буйское, Шарьинское и Бабаевское), из них новых 3 новых: Буйское, Шарьинское и Бабаевское;
  - на Ярославской дороге 5 отделений (Московско-Савёловское, Рыбинское, Московское, Ивановское, Вспольинское), из них новых 1: Рыбинское;
  - на Московско-Курской дороге 7 отделений (Московско-Курское, Московско-Горьковское, Тульское, Белёвское, Орловское, Курское, Верховьевское), из них новых 3: Тульское, Курское и Верховское;
  - на Горьковской дороге 6 отделений (Владимирское, Горьковское, Ветлужское, Кировское, Мурашинское, Зуевское), из них новых 3: Владимирское, Ветлужское и Зуевское;
  - на Московско-Рязанской дороге 8 отделений (Московское, Рязанское, Спасское, Моршанское, Мичуринское, Тамбовское, Рузаевское, Пензенское), из них новых 3: Сасовское, Моршанское и Тамбовское;
  - на Казанской дороге 6 отделений (Муромское, Сергачское, Алатырское, Казанское, Агрызское, Красноуфимское), из них новых 3: Сергачское, Алатырское и Агрызское;
  - на Октябрьской дороге 10 отделений (Московское, Бологовское, Ленинград-Московское, Ленинград-Витебское, Дновское, Новгородское, Псковское, Лужское, Ленинград-Балтийское, Ленинград-Финляндское), из них новых 4: Бологовское, Новгородское, Псковское и Лужское;
  - на Кировской дороге 7 отделений (Мурманское, Кандалакшское, Кемьское, Масельское, Петрозаводское, Волховстроевское, Хвойнянское), из них новых 3: Кемское, Мурманское и Масельское;
  - на Сталинской дороге 11 отделений (Ясиноватское, Постышевское, Волновахское, Пологское, Симферопольское, Сарыгольское, Запорожское, Мелитопольское, Днепропетровское, Апостоловское, Кагановичское), из них новых 4: Волновахское, Сарыгольское, Мелитопольское и Апостоловское;
  - на Донецкой дороге 7 отделений (Красно-Лиманское, Купянское, им. т. Л. М. Кагановича, Ворошиловградское, Дебальцевское, Иловайское, Славянское), без изменений;
  - на Южной дороге 8 отделений (Белгородское, Харьковское, Основянское, Люботинское, Лозовское, Полтавское, Кременчугское, Роменское), из них новых 2: Роменское и Лозовское;
  - на Московско-Донбасской дороге 6 отделений (Московское, Узловское, Елецкое, Касторненское, Валуйское, Лев-Толстовское), из них новых 2: Касторненское и Лев-Толстовское;
  - на Азово-Черноморской дороге 8 отделений (Шахтинское, Таганрогское, Ростовское, Кавказское, Ворошиловское, Туапсинское, Краснодарское, Тимашевское), из них новых 2: Ворошиловское и Тимашевское;
  - на Северо-Кавказской дороге 4 отделения (Минераловодское, Прохладненское, Грозненское, Махачкалинское), из них новое 1: Прохладненское;
  - на Закавказской дороге 6 отделений (Самтрединское, Хашуринское, Тифлисское, Кировабадское, Бакинское, Ленинанканское), из них новое 1: Хашурское;
  - на Юго-Западной дороге 9 отделений (Киевское, Черниговское, Коростенское, Шепетовское, Жмеринское, Казантинское, Гайворонское, Гречанское, Гребенковское), из них новых 3: Котовское, Вознесенское и Николаевское;
  - на Одесской дороге 8 отделений (Одесское, Котовское, Помошненское, им. т. Постышева, Христиновское, Знаменское, Николаевское), из них новых 3: Черниговское, Шепетовское и Гречанское;
  - на Юго-Восточной дороге 6 отделений (Лиховское, Россошинское, Лискинское, Воронежское, Грязевское, Борисоглебское), из них новых 2: Россошинское и Грязевское;
  - на Сталинградской дороге 5 отделений (Сталинградское, Арчединское, Котельниковское, Морозовское, Сальское), из них новых 4: Арчединское, Котельниковское, Сальское и Морозовское;
  - на Рязано-Уральской дороге 8 отделений (Астраханское, Палласовское, Энгельсовское, Саратовское, Аткарское, Ершовское, Балашовское, Ртищевское), из них новых 3: Палласовское, ;
  - на Самаро-Златоустовской дороге 7 отделений (Сызранское, Куйбышевское, Абдулинское, Уфимское, Бугульминское, Нурлатское, Ульяновское), из них новых 3: Абдуллинское, Нурлатское и Бугульминское;
  - на Оренбургской дороге 6 отделений (Бузулукское, Оренбургское, Орское, Челкарское, Казалинское), из них новых 2: Бузулукское и Челкарское;
  - на Туркестано-Сибирской дороге 6 отделений (Чарское, Аягузское, Матайское, Алма-Атинское, Чуйское, Мирзоянское), из них новых 3: Чарское, Матайское и Чуйское;
  - на Ашхабадской дороге 6 отделений (Красноводское, Ашхабадское, Мервское, Чарджуйское, Каршинское, Сталинабадское), из них новых 3: Чарджуйское, Красноводское и Сталинабадское;
  - на Ташкентской дороге 7 отделений (Кзыл-Ординское, Туркестанское, Урастьевское, Кокандское, Андижанское, Самаркандское), нз них новых 3: Урсатьевское, Туркестанское и Андижанское;
  - на дороге им. Л. М. Кагановича 9 отделений (Пермское, Кузинское, Свердловское, Камышловское, Кабаковское, Нижне-Тагильское, Егоршинское, Тюменское), из них новых 2: Камышловское и Кузинское;
  - на Южно-Уральской дороге 7 отделений (Златоустовское, Нязе-Петровское, Уфалейское, Челябинское, Троицкое, Карталинское, Курганское), из них новых 3: Нязе-Петровское, Уфалейское и Троицкое;
  - на Омской дороге 7 отделений (Петропавловское, Ишимское, Омское, Барабинское, Боровское, Акмолинское, Славгородское), из них новых 2: Ишимское и Боровское;
  - на Томской дороге 7 отделений (Новосибирское, Тайгинское, Эйховское, Барнаульское, Рубцовское, Топкинское, Новокузнецкое), из них новых 1: Рубцовское
  - на Красноярской дороге 4 отделения (Иланское, Красноярское, Боготольское, Ужурское), без изменений;
  - на Восточно-Сибирской дороге 4 отделения (Нижнеудинское, Зиминское, Иркутское, Улан-Удэнское), без изменений;
  - на дороге им. тов. Молотова В. М. 5 отделений (Хилокское, Читинское, Шилкинское, Зиловское, Оловянное), без изменений;
  - на Амурской дороге 6 отделений (Могочинское, Ерофеевское, Сковородинское, Магдагачинское, Шимановское, Куйбышевское), без изменений;
  - на Дальневосточной дороге 6 отделений (Облучьевское, Хабаровское, Бикинское, Ружинское, Ворошиловское, Владивостокское), без изменений.[2]
- 26 мая Самаро-Златоустовская железная дорога переименована в Куйбышевскую железную дорогу.
- 1 июля на основании Постановления СНК СССР и ЦК ВКП(б) № 858 от 13 мая 1936 г. и приказа НКПС № 62Ц от 14 мая 1936 г. образована Калининская железная дорога.
- 6 июля открыта Малая Сталинская железная дорога (с 1961 года — Днепропетровская детская железная дорога).
- 1 августа — открыта Красноярская детская железная дорога, первая детская дорога на территории нынешней России и вторая в СССР.
- 7 октября — создано Павелецкое отделение Московско-Донбасской железной дороги.[3]
- 24 ноября — открылась Малая Донецкая железная дорога имени В. В. Приклонского.
- Ворошиловградский паровозостроительный завод выпускает свои первые паровозы ИС.
- От РУЖД другим дорогам были переданы участки Турмасово — Кирсанов и Тамбов — Обловка протяжённостью в 321 километр[4].
- В декабре 1936 года в состав РУЖД включена новая линия Уральск — Илецк протяжённостью в 264 километра, давшая прямую и кратчайшую связь центра страны с республиками Средней Азии, Сибирью и Южным Уралом[4].
- В СССР организовано Всесоюзное добровольное спортивное общество железнодорожников «Локомотив»[5].

## Новый подвижной состав
- В начале года заводы «Динамо» и Коломенский совместно выпустили опытный электровоз серии СК.
- Ворошиловградский паровозостроительный завод начинает выпуск шестиосных тендеров 6П, вместо «тип 17».
- 1 мая — Новочеркасский паровозостроительный завод (нынешний НЭВЗ) выпустил первую продукцию — три промышленных узкоколейных паровоза.
- 25 августа — на дорогу Union Pacific поступил первый паровоз «Challenger».
- В Японии на заводах компании Kawasaki Heavy Industries Rolling Stock Company освоен выпуск паровозов D51.